# يحيى بن صالح الوحاظي
أبو زكريا يحيى بن صالح الوُحَاظِيّ الدمشقي وقيل الحمصي أحد رواة الحديث النبوي، قال عنه يحيى بن معين : ثقة وقال أبو حاتم : صدوق وقال أبو عوانة الإسفراييني : حسن الحديث صاحب رأي وكان عديل محمد بن الحسن الفقيه إلى مكة ، توفي سنة 222 هـ.

## روايته للحديث
حدث عن : مالك بن أنس وسعيد بن عبد العزيز وفليح بن سليمان وزهير بن معاوية وحماد بن شعيب الكوفي وسليمان بن بلال وعفير بن معدان وسعيد بن بشير وسليمان بن عطاء ومحمد بن مهاجر وسلمة بن كلثوم ومعاوية بن سلام الحبشي.
حدث عنه : البخاري ومحمد بن يحيى الذهلي وأحمد بن أبي الحواري ومحمد بن عوف وابن وارة وأبو أمية الطرسوسي وعثمان بن سعيد الدارمي وأبو زرعة الدمشقي ويعقوب الفسوي وأحمد بن محمد بن يحيى بن حمزة وأحمد بن عبد الوهّاب وأحمد بن عبد الرحيم الحوطيان وعبد الرحيم بن القاسم الرواس وعلي بن محمد بن عيسى الجكاني.

## اختلاف العلماء في عقيدته
يحي بن صالح الوحاظي مختلف فيه بين الأئمة والعلماء ، فنسبه بعضهم إلى شيء من رأي جهم وهو الإمام أحمد بن حنبل ، ومنهم من نسبه إلى الإرجاء وهو إسحاق بن منصور ، ومنهم من قال إنه جهمي وهو العقيلي وقد وثقه غير واحد من علماء الجرح والتعديل وقد حكى الحافظ في مقدمة فتح الباري من نسبه من الأئمة إلى شيء من رأي جهم ومن رماه بالإرجاء ولم يرجح فقال :
| يحيى بن صالح الوحاظي | يحيى بن صالح الوحاظي الحمصي من شيوخ البخاري وثقه يحيى بن معين وأبو اليمان وبن عدي وذمه أحمد لأنه نسبه إِلى شيء من رأى جهم وقال إِسحَاق بن منصور كان مرجئا وقال الساجي: هو من أهل الصدق والأمانة وقال أبو حاتم صدوق وقال أحمد بن صالح حدثنا بأحاديث عن مالك ما وجدناها عند غيره وقال الخليلي روى عن مالك عن الزهرِي عن سالم عن أبيه في المشي أمام الجنازة ولم يتابع عليه وإنما هذا حديث سفيان ويقال إِن سفيان أخطأ فيه قلت قد توبع على حديث مالك أخرجه الدارقطني في غرائب مالك من حديث عبيد الله بن عوف الخراز وغيره عن مالك وقال وصله هؤلاء الثلاثة وهو في الموطأ مرسل وإِنما روى عنه البخاري حديثين أو ثلاثة وروى عن رجل عنه من روايته عن معاوية بن سلام وفليح بن سليم خاصة وروى له الباقونَ سوى النسائي | يحيى بن صالح الوحاظي |

وقال الذهبي في سير أعلام النبلاء في ترجمته:
| يحيى بن صالح الوحاظي | وممن وثقه ابن عدي وابن حبان وغمزه بعض الأَئمة لبدعة فيه لا لعدم إِتقان | يحيى بن صالح الوحاظي |

وقد روى عنه كثير من أئمة الحديث وأحاديثه في الكتب الستة إلا سنن النسائي قال الحافظ ابن حجر في نزهة النظر :
| يحيى بن صالح الوحاظي | الأكثر على قبول غير الداعية إِلا إن روى ما يقوي بدعته فيرد على المذهب المختار وبهِ صرح الحافظ أَبو إِسحاق إِبراهيم بن يعقوب الجوزجاني شيخ أبي داود والنسائي في كتابِه معرفة الرجال فقال في وصف الرواة ومنهم زائغ عن الحق أَي عن السنة صادق اللهجة فليس فيه حيلة إِلا أن يؤخذ من حديثه غير ما لا يكون منكرا إِذا لم يقو به بدعته وما قاله متجه لأن العلة التي لها رد حديث الداعية واردة فيما إِذا كان ظاهر المروي يوافق مذهب المبتَدع ولو لم يكن داعية | يحيى بن صالح الوحاظي |

وقال السخاوي في فتح المغيث:
| يحيى بن صالح الوحاظي | قال شيخنا والتحقيق أنه لا يرد كلّ مكفر ببدعة لأن كل طائفة تدعي أن مخالفيها مبتدعة وقد تبالغ فتكفرها فلو أخذ ذلك على الإطلاق لاستلزم تكفير جميع الطوائف فالمعتمد أن الذي ترد روايته من أنكر أمرا متواترا من الشرع معلوما من الدين بالضرورة أي إِثبَاتا ونفيا فأما من لم يكن بهذه الصفة وانضم إلى ذلك ضبطه لما يروِيه مع ورعه وتقواه فلا مانع من قبوله | يحيى بن صالح الوحاظي |